# 市田儀一郎
市田 儀一郎（いちだ ぎいちろう、1932年1月28日 - 2014年11月28日）は日本のピアニスト、音楽教育者、音楽学者。日本ピアノ教育連盟副会長。平成音楽大学名誉教授。

## 来歴
大阪府出身。武蔵野音楽大学卒業。同専攻科修了後、ミュンヘン音楽・演劇大学に留学。F.ヴューラー教授に師事。帰国後母校の教授、信州大学教授などを歴任。
2011年瑞宝中綬章受章。

## 音楽解釈
J.S.バッハの平均律、シューベルトのピアノソナタ全集など古典的作品の校訂で知られる。特にハワード・ファーガソンの日本への紹介に力を入れている。
演奏技法に関しては、『バッハ平均律クラヴィーア : 解釈と演奏法. 1・2』（音楽之友社、1968年、1983年）、『バッハ・インヴェンションとシンフォニーア : 解釈と演奏法』（音楽之友社、1971年）、『ピアノ伴奏の基本と奏法』（明治図書出版、1976年）の著書がある。

## その他
日本画家・吉川霊華の顕彰に務めた。1959年頃たまたま神田古書店街で見かけた霊華の書簡を見かけ、その力強さと切れ味のよい線に心を掴まれたという。市田は関係者を回り、当時の文献には出てこなかった貴重な情報を収集している。1979年には集英社から画集『吉川霊華画集』を出版し、市田はその執筆・編集にあたった。また一時「吉川霊華顕彰会」を自ら組織し、護国寺周辺にあったマンションの一室を改造して、手許の作品を紹介していたという。

## 著書
- 『バッハ平均律クラヴィーア 解釈と演奏法 1』音楽之友社 (1968年)
- 『バッハ・インヴェンションとシンフォニーア 解釈と演奏法』音楽之友社 (1971年)
- 『ピアノ伴奏の基本と奏法』明治図書出版 音楽教育選書 (1976年)
- 『バッハ平均律クラヴィーア 解釈と演奏法 2』音楽之友社 (1983年)
- 『タッチ、このすばらしい手 ピアノ教師への提言』全音楽譜出版社 (1990年)

### 翻訳
- ヘルムート・ブラウス『ピアノを歌わせるペダリングの技法 「いつ踏むか」ではなく「どう踏むか」』監訳 朝山奈津子訳 全音楽譜出版社 2013